# Standing Still (filme)
Standing Still (bra: A Última Noite de Solteiro) é um filme estadunidense de comédia romântica de 2005 dirigido por Matthew Cole Weiss e estrelada por um ensemble cast que inclui Adam Garcia, Amy Adams, Aaron Stanford, Melissa Sagemiller, Jon Abrahams, Mena Suvari, Colin Hanks e James Van Der Beek. Escrito por Matthew Perniciaro e Timm Sharp, o filme é sobre um grupo de amigos de longa data que se reúnem em um casamento e revisitam seus complicados relacionamentos do passado. O filme foi a estreia de Matthew Cole Weiss como diretor no cinema.

## Enredo
Standing Still é a história de um ator popular, mas ainda bêbado, que se reconecta com um grupo de amigos da faculdade para um casamento vários anos após a formatura. Michael e Elise estão prestes a se casar. Seus amigos do colégio e da faculdade se reúnem para o casamento e resolvem alguns problemas. Lana está fazendo terapia e quando a ex de Elise, Jennifer, aparece de Londres, ela começa a perceber o que a tem incomodado todos esses anos.

## Elenco
Em ordem alfabética:
- Jon Abrahams como Pockets, o amigo de fora da cidade, apaixonado por Lana
- Amy Adams como Elise, a noiva
- Roger Avary como Franklin Brauner, o próximo diretor do filme de Simon
- Xander Berkeley como Jonathan, o pai distante de Michael
- Ethan Embry como Donovan, personalidade estranha da TV, namorado de Lana
- Adam Garcia como Michael, o noivo
- Lauren German como Jennifer, a ex-namorada lésbica de Elise
- Colin Hanks como Quentin, o amigo agente
- Melissa Sagemiller como Samantha, a madrinha, noiva de Rich
- Aaron Stanford como Rich, o padrinho, noivo de Samantha
- Mena Suvari como Lana, amiga de Elise e Samantha
- James Van Der Beek como Simon, um ator famoso, cliente de Quentin, romance de uma noite de Lana
- Marnette Patterson como Sarah, irmã mais nova de Elise